# (1226) Golia
(1226) Golia es el asteroide número 1226, en el cinturón principal. Fue descubierto por el astrónomo Hendrik van Gent desde la estación meridional de Leiden en Johannesburgo, República Sudaficana, el 22 de abril de 1930. Su designación alternativa es 1930 HL. Está nombrado en honor del matemático neerlandés Jacobus Golius (1596-1667), primer director del observatorio de Leiden.